# Dąbrówka (Kłobuck)
Pour les articles homonymes, voir Dąbrówka.
Dąbrówka (prononciation : [dɔmˈbrufka]) est une localité polonaise de la gmina de Popów, située dans le powiat de Kłobuck en voïvodie de Silésie.